# Proces Bayer
Procesul Bayer este metoda industrială principală de rafinare a bauxitei, cu obținerea de alumină (sau oxid de aluminiu). Metoda a fost dezvoltată de către Carl Josef Bayer în anul 1888. Bauxita, unul dintre minereurile principale care conțin aluminiu, conține între 30 și 60% oxid de aluminiu (Al2O3), restul procentelor fiind reprezentate de un amestec de dioxid de siliciu, oxizi de fier și dioxid de titan. Oxidul de aluminiu rezultat în urma procesului trebuie să fie purificate înainte să fie transformat în aluminiu metalic.

Procesul Bayer

## Etape
Bauxita este un amestec de oxizi de aluminiu hidratați și compuși ai altor elemente, precum fierul. Compușii aluminiului din acest minereu sunt prezenți sub forma mineralelor: gibbsit α-Al(OH)3, boehmit γ-AlO(OH) sau diaspor α-AlO(OH), iar compoziția diferită și natura impurităților dictează condițiile necesare extracției. Oxizii și hidroxizii de aluminiu sunt amfoteri, iar solubilitatea sărurilor de aluminiu trivalent în apă este foarte scăzută, dar crește la valori extreme de pH. În procesul Bayer, minereul de bauxită este încălzit la presiune împreună cu o soluție de hidroxid de sodiu la o temperatură cuprinsă între 150 și 200 °C. Aluminiul se va regăsi sub formă de aluminat de sodiu (majoritar [Al(OH)4]−). După separarea reziduului prin filtrare, prin răcire se precipită gibbsitul și se cristalizează cu ajutorul unor centri cristalini de hidroxid de aluminiu (etapa de „însămânțare”). Precipitarea poate dura câteva zile în lipsa acestor cristale.
Procesul de extracție transformă oxidul de aluminiu din minereu în aluminat de sodiu solubil, 2NaAlO2, conform ecuației:
Al2O3  +  2 NaOH   →   2 NaAlO2  +  H2O
Prin această reacție se dizolvă și dioxidul de siliciu, dar celelalte componente ale bauxitei nu se dizolvă. Câteodată se adaugă var în această etapă pentru precipitarea dioxidului de siliciu sub formă de silicat de calciu. Soluția se clarifică prin filtrarea impurităților solide, cu ajutorul unui agent auxiliar precum un agent de floculare sau amidon. Reziduul rămas nedizolvat după extracție conține oxizi de fier, dioxid de siliciu, oxid de calciu, dioxid de titan și aluminiu nereacționat.
În procesul original, soluția alcalină obținută era răcită și în ea se barbota dioxid de carbon, o metodă prin care se precipita hidroxidul de aluminiu:
2 NaAlO2 + 3 H2O + CO2 → 2 Al(OH)3 + Na2CO3
Ulterior, s-a trecut la cristalizarea soluției suprasaturate cu ajutorul unor centri de cristalizare de hidroxid de aluminiu, Al(OH)3, ceea ce a eliminat necesitatea de a răci lichidul și are avantajul de a fi mult mai fezabil din punct de vedere economic:
2 H2O + NaAlO2 → Al(OH)3 + NaOH
O parte din hidroxidul de aluminiu obținut este utilizat pentru fabricarea unor compuși, precum sunt sulfatul de aluminiu, policlorura de aluminiu (PAC) și aluminatul de sodiu. O altă cantitate semnificativă este utilizată ca material de umplere în cauciucuri și plastic. Aproximativ 90% din gibbsitul obținut este transformat în oxid de aluminiu, Al2O3, prin calcinare la temperaturi cuprinse între 1010 și 1260 °C.
2 Al(OH)3 → Al2O3 + 3 H2O
Soluția de aluminat de sodiu rămasă este reutilizată în proces.